# Léonce de Guiraud
Pour les articles homonymes, voir Guiraud.
Léonce de Guiraud est un homme politique français né le 23 mars 1829 à Limoux (Aude) et mort le 28 juillet 1873 à Paris. 

## Biographie
Fils de Pierre Marie Jean Alexandre Thérèse, baron Guiraud, poète, propriétaire foncier, membre de l'Académie française, et de Marie Elizabeth Espardellier, Raymond Elisabeth Alexandre Léonce de Guiraud voyage au Levant où il rencontre Charles-Jean-Melchior de Vogüé qu'il accompagne à Jérusalem en 1854. 
Viticulteur, il est élu député de l'Aude le 6 février 1870, élu à la suite de l'invalidation de l'homme d'affaires Isaac Pereire. Il est représentant de l'Aude de 1871 à 1873, siégeant au centre gauche, avec les républicains modérés.

## Source
- « Léonce de Guiraud », dans Adolphe Robert et Gaston Cougny, Dictionnaire des parlementaires français, Edgar Bourloton, 1889-1891 [détail de l’édition]
- Archives départementales de l'Aude, acte de naissance du 24 mars
- Marquis de Vogüé, Les Eglises de la Terre sainte, Paris, Didron, 1860
- René Cagnat, Notice sur la vie et les travaux de M. le Marquis de Vogüé, Paris, Firmin Didot, 1918